# The Arrival (album)
För andra betydelser, se Arrival (olika betydelser).
The Arrival utkom 2004 och är det svenska death metal-bandet Hypocrisys åttonde studioalbum.

## Låtlista
1. "Born Dead Buried Alive" − 4:10
2. "Eraser" − 4:27
3. "Stillborn" − 3:24
4. "Slave to the Parasites" − 5:02
5. "New World" − 4:11
6. "The Abyss" − 4:24
7. "Dead Sky Dawning" − 4:28
8. "The Departure" − 5:18
9. "War Within" − 4:53